# Harānmar
Harānmar (persiska: هَرانمَر, هرانمر) är en ort i Iran.   Den ligger i provinsen Ilam, i den västra delen av landet, 500 km sydväst om huvudstaden Teheran. Harānmar ligger 934 meter över havet och antalet invånare är 127.
Terrängen runt Harānmar är kuperad åt nordost, men åt sydväst är den bergig. Runt Harānmar är det ganska glesbefolkat, med 42 invånare per kvadratkilometer. Närmaste större samhälle är Badreh, 9,1 km väster om Harānmar. Omgivningarna runt Harānmar är i huvudsak ett öppet busklandskap.